# Думбревень (Васлуй)
Думбревень, Думбревені (рум. Dumbrăveni) — село у повіті Васлуй в Румунії. Входить до складу комуни Гирчень.
Село розташоване на відстані 276 км на північ від Бухареста, 32 км на північний захід від Васлуя, 47 км на південний захід від Ясс.

## Населення
За даними перепису населення 2002 року у селі проживали 315 осіб, усі — румуни. Усі жителі села рідною мовою назвали румунську.